# Amber Bondin
Amber Bondin, conosciuta semplicemente come Amber (Calcara, 26 maggio 1991), è una cantante maltese.

## Biografia
Anche se coinvolta sin da piccola in attività artistiche e di canto, fino a sedici anni la passione principale di Amber Bondin fu la pratica sportiva del judo a livello agonistico. Nel 2007, però, un tragico incidente durante una competizione le impedì di proseguire quella carriera e Amber riscoprì allora le proprie possibilità canore dapprima seguendo vari corsi di canto e poi partecipando ad alcuni concorsi televisivi.
Dal 2010 al 2014 ha partecipato per cinque volte consecutive alle selezioni nazionali del "Malta Eurovision Song Contest" trasmesse dalla televisione nazionale maltese TVM, vincendo l'ultima edizione andata in onda il 21-22 novembre 2014.
Durante l'Eurovision Song Contest 2012 a Baku (Azerbaigian), è stata corista della canzone This is the night del maltese Kurt Calleja, che superò le semifinali e giunse al 21º posto nella serata finale. In seguito ha cantato in duo con il noto tenore Joseph Calleja durante uno dei suoi concerti.

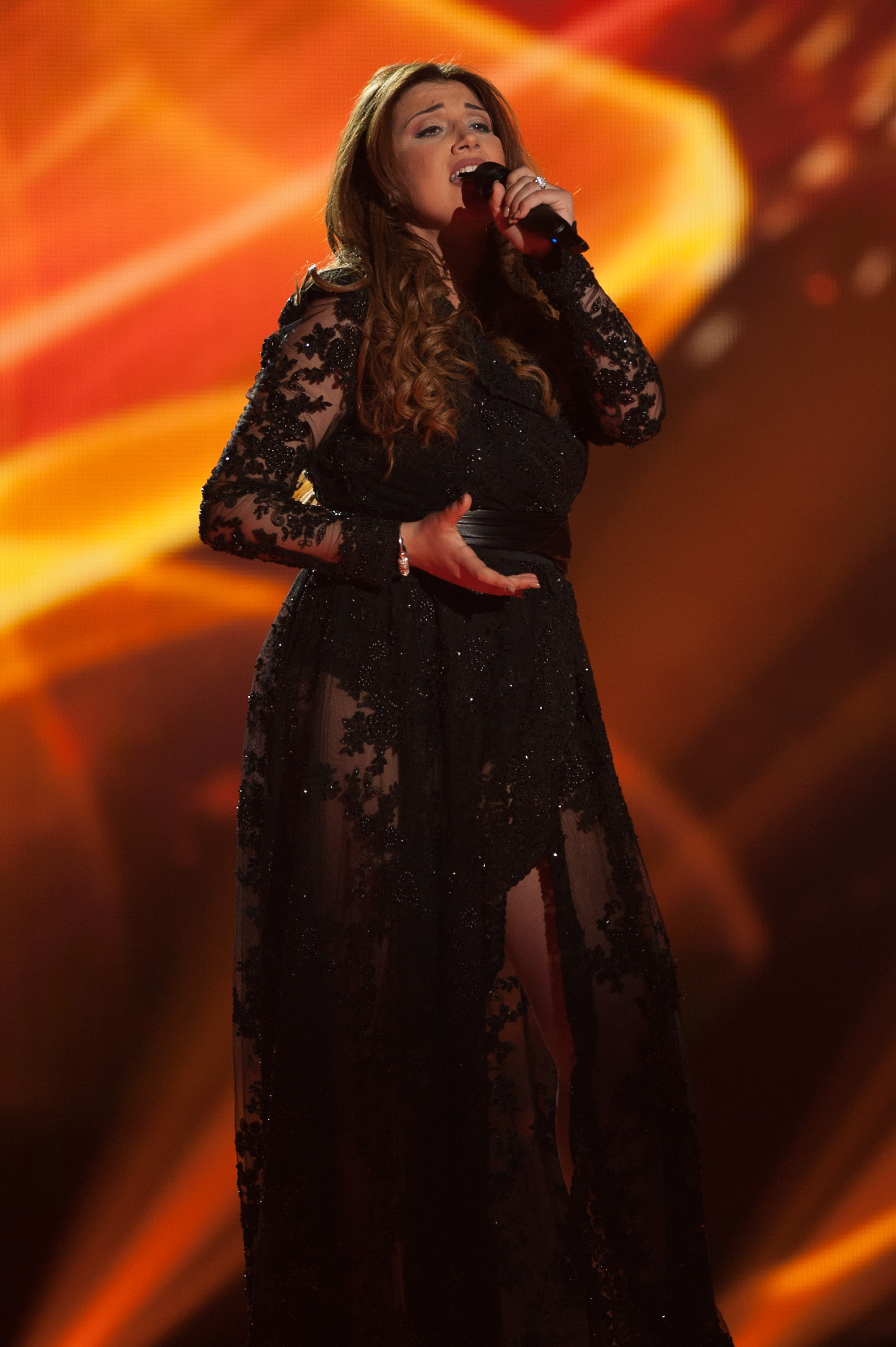
Amber sul palco della Wiener Stadthalle,
per l'Eurovision Song Contest 2015.

Nel 2014 è entrata a far parte dell'Animae Gospel Choir, un gruppo corale maltese fondato nel 2008 dal cantante Glen Vella, che poi rappresentò l'isola all'Eurovision Song Contest 2011, e di cui è componente anche Debbie Scerri, che pure rappresentò Malta all'Eurovision Song Contest 1997. Amber, nel frattempo iscrittasi all'Università di Malta, ha rappresentato a sua volta il proprio paese all'Eurovision Song Contest 2015 con il brano Warrior, venendo però eliminata in semifinale.

## Partecipazione all'Eurovision Song Contest 2015
A causa di un cambiamento delle regole e regolamenti per il concorso indetto dall'emittente maltese PBS, per la prima volta è stato permesso all'artista, all'autore e al compositore della canzone vincitrice della selezione nazionale di cambiare alcune parti della canzone vincitrice stessa oppure di selezionare una nuova canzone. Il 7 marzo 2015 è stato annunciato che la canzone vincitrice di Amber, Warrior, sarebbe stata modificata e infatti la nuova versione insieme al suo video musicale sono stati trasmessi per la prima volta il 9 marzo 2015.
Durante la seconda semifinale dell'Eurovision, Amber ha totalizzato 43 punti, posizionandosi all'11º posto su 17 paesi, per la qual cosa ha fallito la qualificazione alla finale.

## Discografia

### Album
- 2016 - Redemption

### Singoli
- 2011 - Catch 22
- 2011 - Touch Wood
- 2012 - Answer with Your Eyes
- 2013 - In Control
- 2014 - Because I Have You
- 2014 - Warrior
- 2015 - Warrior (nuova versione)
- 2016 - Messed Up Love

### Videoclip
- 2015 - Warrior (nuova versione)